# میکیتا خداکوفسکی
میکیتا خداکوفسکی (اوکراینی: Микита Богданович Ходаковський؛ زادهٔ ۱۸ اکتبر ۱۹۹۶) بازیکن فوتبال اهل اوکراین است.